# Carlo Agostino Badia
Carlo Agostino Badia (* 1672 vermutlich in Verona; † 24. September 1738 in Wien) war ein italienischer Komponist des Spätbarock.

## Biografie
Über Badias Jugend und Ausbildung ist nichts dokumentiert, erstmals erwähnt wurde er als etwa 20-Jähriger dank der Komposition seiner Opern und Oratorien aus seiner Innsbrucker Zeit Anfang der 1690er Jahre, wo er in den Diensten der Herzogin Eleonora Maria stand. 1693 folgte er der Herzogin nach Wien. In Wien wurde Badia 1694 als Compositeur von Kaiser Leopold I. angestellt, und der Kaiser sandte ihn zur weiteren Ausbildung nach Rom. Ab 1697 war Badia vermutlich wieder in Wien, wo zu dieser Zeit Kompositionen von ihm aufgeführt wurden. Am 18. Oktober 1700 heiratete er die Sopranistin Anna Maria Lisi, die ebenfalls am Wiener Hof angestellt war. Lange wurde angenommen, dass Badia Venezianer sei, jedoch aus dem Eintrag im Trauungsbuch der Wiener Dompfarre geht hervor, dass er aus Warona im Welschland gebürtig sei, womit Verona gemeint ist.
Nach dem Tod Leopolds I. konnte das Ehepaar auch unter Joseph I. seine Stellungen behalten. Die bedeutsamsten Werke Badias entstanden in der Zeit von 1700 bis 1710. Neben den Opern auch zahlreiche Oratorien und Kantaten, die häufig für das Ursulinen-Kloster in Wien komponiert und dort vielfach im Beisein des Kaisers aufgeführt wurden. Am 21. Oktober 1694, am Festtag der heiligen Ursula von Köln, wurde sein Oratorio di Sant’Orsola uraufgeführt. Dieses Werk geriet lange in Vergessenheit und wurde im Oktober 2021 im Kloster Mariastein wieder gespielt.
Nach dem Tod Kaiser Josephs behielt Badia seine Anstellung und komponierte jedoch nur noch wenig, seine Werke zeigen nach 1710 nur noch wenig Innovationen, folglich bevorzugte Kaiser Karl VI. dem Zeitgeschmack entsprechend die Werke Antonio Caldaras.

## Werk
Carlo Agostino Badia war, wie auch Giovanni Bononcini wesentlich an der Einführung der spätbarocken Musikstils in Wien beteiligt. Etwa 35 Oratorien und 35 Kantaten sowie einige Arien für zwei Soprane und Cembalo können Badia zugeschrieben werden.
Bühnenwerke
- La ninfa Apollo (1692, Rom und Mailand)
- La Rosaura, ovvero Amore figlio della gratitudine (1692, Innsbruck)
- L’amazone corsara, ovvero L’Alvida, regina de’ Goti (1692, Innsbruck)
- Bacco, vincitore dell’India (1697, Wien)
- La pace tra i numi discordi nella rovina di Troia (1697, Wien)
- L’idea del felice governo (1698, Wien)
- Lo squittinio dell’eroe (1698, Wien)
- Imeneo trionfante (1699, Wien)
- Il Narciso (1699, Laxenburg)
- Il commun giubilo del mondo (1699, Wien)
- Cupido fuggitivo da Venere e ritrovato a’ piedi della Sacra Reale Maestà d’Amalia (1700, Wien)
- Le gare dei beni (1700, Wien)
- Diana rappacificata con Venere e con Amore (1700, Wien)
- La costanza d’Ulisse (1700, Wien)
- L’amore vuol somiglianza (1702, Wien)
- L’Arianna (1702, Wien)
- Il Telemaco, ovvero Il valore coronato (1702, Wien)
- La concordia della Virtù e della Fortuna (1702, Wien)
- Enea negli Elisei (1702, Wien)
- La Psiche (1703, Wien)
- Napoli ritornata ai Romani (1707, Wien)
- Ercole, vincitore di Gerione (1708, Wien)
- Gli amori di Circe con Ulisse (1709, Dresden)
- Il bel genio dell’Austria ed il Fato (1723, Wien)